# Escrevedeira-das-neves

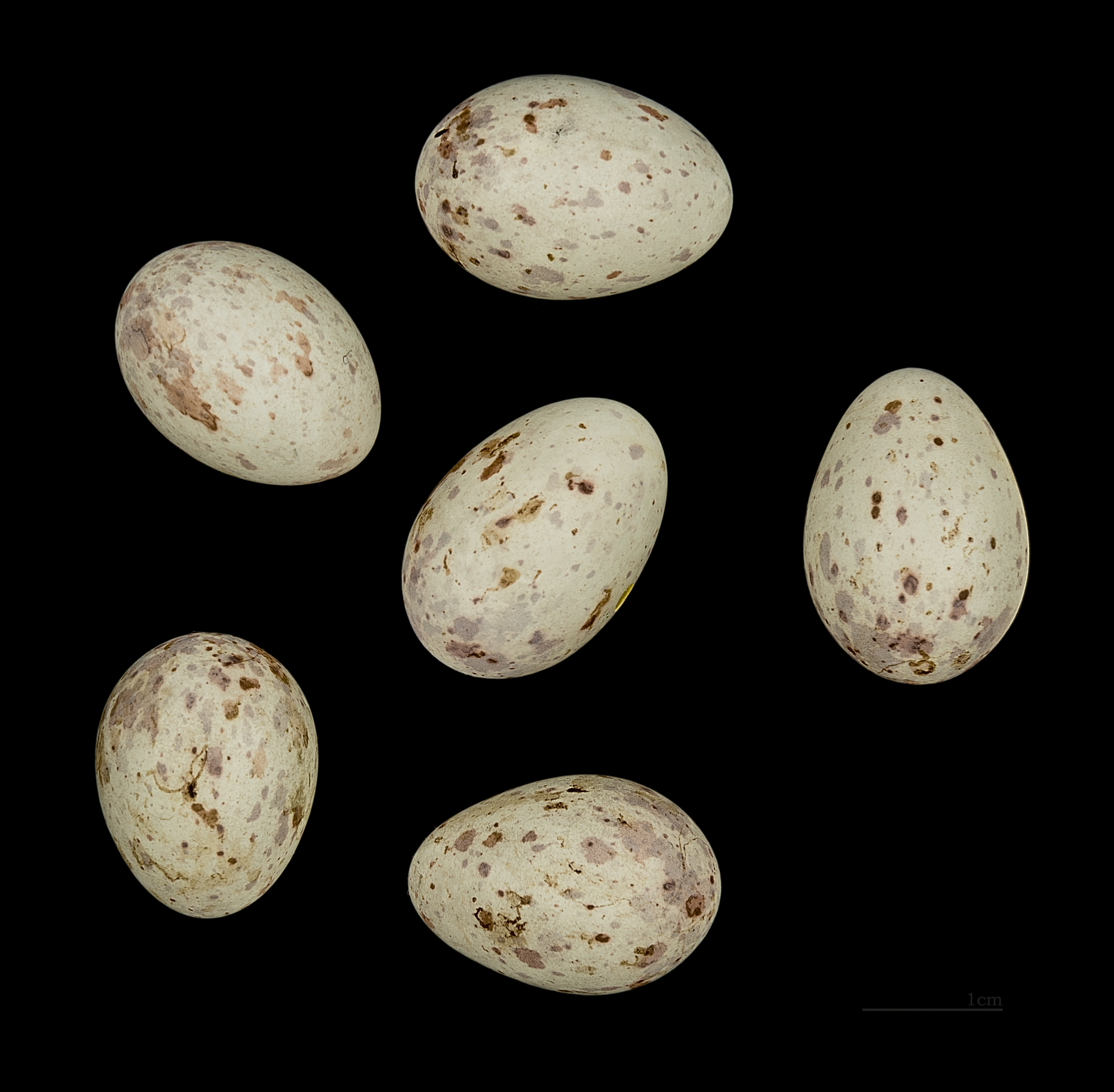
Plectrophenax nivalis- MHNT

A escrevedeira-das-neves (Plectrophenax nivalis) é uma ave da família Fringillidae. O macho tem a plumagem branca e preta no Verão, adquirindo alguns tons acastanhados no Inverno. A fêmea tem um padrão semlhante, mas no Verão tem alguns tons cinzentos na cabeça.
Esta espécie distribui-se pelas regiões árcticas da América, da Europa e da Ásia. No Inverno migra latitudes mais temperadas e no caso da Europa a sua principal zona de invernada situa-se na Europa Central, seja em zonas costeiras, como acontece na Bélgica e nos Países Baixos, seja em planícies mais para o interior, nomeadamente na Áustria e na Hungria.
A Península Ibérica situa-se longe dos principais locais de invernada e a espécie é muito escassa em Portugal, geralmente em pequenos bandos que se alimentam no solo de pequenos grãos e sementes. É sabido que esta espécie costuma refugiar-se em algumas zonas de Portugal como a Serra da Estrela (Geoparque Estrela).
Embora seja uma espécie típica de alta montanha, as aves invernantes que podemos encontrar no nosso território distribuem-se tanto pelas serras mais altas, como por algumas zonas dunares junto à costa.

## Subespécies
São reconhecidas 5 subespécies de escrevedeira-das-neves:
- P. n. nivalis - zonas árcticas da América do Norte, desde o Alasca até à Gronelândia e ainda a Finlândia, a Escandinávia e as Ilhas Faroé.
- P. n. vlasowae - norte da Rússia desde o vale do rio Pechora para leste
- P. n. insulae - Islândia
- P. n. townsendi - costa ocidental do Mar de Bering e ilhas Aleutas ocidentais
- P. n. hyperboreus - ilhas de Hall e São Mateus, no Mar de Bering